# Cháy rừng tại Bồ Đào Nha năm 2017
Một loạt các vụ cháy rừng chết người đã bùng phát ở miền trung Bồ Đào Nha vào đêm 17-18 tháng 6 năm 2017, dẫn đến ít nhất 61 người chết và ít nhất 54 người bị thương. Phần lớn số người chết đã xảy ra ở Pedrógão Grande khi một ngọn lửa tràn qua một con đường đầy những người sơ tán. Các quan chức Bồ Đào Nha đã phái hơn 1.700 lính cứu hỏa trên toàn quốc để chữa các đám cháy và Thủ tướng António Costa tuyên bố ba ngày là ngày tang lễ quốc gia.

## Bối cảnh
Một đợt nóng dữ dội đã diễn ra trước vụ hỏa hoạn, nhiều vùng Bồ Đào Nha chứng kiến nhiệt độ trên 40 °C (104 °F).. Trong đêm 17-18 tháng 6, có 156 đám cháy đã bùng phát khắp đất nước, đặc biệt ở vùng núi 200 km (120 dặm) phía đông bắc Lisbon. Các đám cháy bắt đầu tại khu tự quản Pedrógão Grande trước khi lan rộng đáng kể. Những cơn dông khô trước sự kiện và có thể đã làm cháy một số đám cháy: Giám đốc Quốc gia Cảnh sát Tư pháp, Almeida Rodrigues, đã tuyên bố rằng Cảnh sát, cùng với Lực lượng Cảnh sát Quốc gia, đã tìm thấy cây bị sét đánh và bốc cháy.

## Sự kiện
xxxxleft|250px|thumb|Khói bốci trên Pedrógão Grande, vào ngày 18 tháng 6]]
Ít nhất 61 người thiệt mạng trên cả nước trong trận hỏa hoạn  - thiệt hại lớn nhất về người do cháy rừng trong lịch sử Bồ Đào Nha Hơn 54 người bị thương, trong đó có tám nhân viên cứu hỏa, năm người - bốn nhân viên cứu hỏa và một đứa trẻ - đang trong tình trạng nguy kịch. Hai nhân viên cứu hỏa cũng bị báo cáo mất tích. Sự mất mát lớn nhất của cuộc sống diễn ra trên một con đường nông thôn ở Pedrógão Grande, nơi có 47 người chết trong hoặc gần xe của họ khi một đám cháy vượt qua khu vực; 30 người chết trong khi bị mắc kẹt trong xe của họ trong khi 17 người khác chết gần đó cố gắng trốn thoát bằng chân. 11 người khác đã chết ở Nodeirinho, gần đường cao tốc IC8. Hàng chục cộng đồng nhỏ bị ảnh hưởng nghiêm trọng.
Thủ tướng António Costa gọi thảm hoạ này là "bi kịch lớn nhất mà chúng ta đã thấy trong những năm gần đây về cháy rừng". Ba ngày kể từ ngày tang lễ quốc gia được tuyên bố vào ngày 18 tháng 6. Đến Pedrógão Grande trước nửa đêm ngày 17 tháng 6, Tổng thống Marcelo Rebelo de Sousa bị rung chuyển rõ rệt, và ôm chặt lấy Jorge Gomes, Bộ trưởng Nội vụ (người đã ở hiện trường kể từ khi vụ cháy nổ ra ), Valdemar Ramos, thị trưởng Pedrógão Grande, và sau khi giải quyết các nhà báo, ông Constança Urbano de Sousa, Bộ trưởng Bộ Nội vụ. Tổng thống đã gặp gỡ những người sống sót sau khi di tản đến Leiria. Hơn 1.700 lính cứu hỏa đã được triển khai để chống lại đám cháy. Pháp và Tây Ban Nha cung cấp một máy bay ném bom năm chiếc tập thể và Liên minh châu Âu bắt đầu điều phối các nỗ lực cứu trợ quốc tế vào ngày 18 tháng 6. Nhiều người di tản đến Ansião láng giềng, nơi cư dân cung cấp cho họ chỗ trú ẩn. Khói khói treo thấp đã ngăn không cho máy bay trực thăng hỗ trợ, cản trở các nỗ lực chữa cháy. Một số người sống sót đã chỉ trích phản ứng không chính đáng của chính phủ, tuyên bố không có nhân viên cứu hỏa đến họ trong nhiều giờ sau khi ngọn lửa bắt đầu. Họ cũng tuyên bố kế hoạch lâm nghiệp nghèo đói và giảm dân số phải chịu trách nhiệm.
Vào chiều ngày 18 tháng 6, 11 vụ cháy vẫn hoạt động.

## Phản ứng
Tại Roma, Giáo hoàng Francis đã dẫn dắt hàng ngàn người cầu nguyện thầm lặng cho các nạn nhân. Thủ tướng Tây Ban Nha, Mariano Rajoy, tweet rằng ông "bị sốc bởi bi kịch ở Pedrógão Grande" và hứa sẽ cung cấp bất kỳ sự trợ giúp cần thiết nào. Thủ tướng Ấn Độ Narendra Modi cũng bày tỏ sự chia buồn của ông trên Twitter: "Buồn buồn khi biết được thảm hoạ cuộc sống trong ngọn lửa rừng ở Bồ Đào Nha. Những lời chia buồn sâu sắc nhất với người Bồ Đào Nha về bi kịch này '. Christos Stylianides của Ủy ban châu Âu cho biết: "Chúng tôi bày tỏ sự chia buồn của chúng tôi với những người đã mất những người thân yêu", thêm rằng "EU sẵn sàng giúp đỡ. Tất cả sẽ được thực hiện để giúp các nhà chức trách và người Bồ Đào Nha tại thời điểm cần thiết này ". Gia đình hoàng gia Tây Ban Nha cũng đã gửi lời chia buồn tới người Bồ Đào Nha. Tổng thống Pháp Emmanuel Macron tweeted: "Đoàn kết với Bồ Đào Nha, bị ảnh hưởng bởi đám cháy khủng khiếp. Những suy nghĩ của chúng ta đối với nạn nhân. Pháp trợ giúp cho Bồ Đào Nha. "
Vào chiều ngày 18 tháng 6, đội tuyển bóng đá quốc gia Bồ Đào Nha, chơi với Mexico để giành Cup FIFA Confederations Cup tại Nga, đã mặc những chiếc băng màu đen để tưởng niệm các nạn nhân, và một phút im lặng đã được quan sát trước khi khởi động trận đấu.
António Guterres, Tổng thư ký Liên hợp quốc, chính ông Bồ Đào Nha, cho biết ông đã bị sốc bởi bi kịch và cam kết sẽ cung cấp tất cả các hỗ trợ cần thiết.